# الرمامحة (سيدي يحيى زعير)
الرمامحة هي إحدى مشيخات المملكة المغربية، تتبع جغرافيا لعمالة الصخيرات تمارة وإداريًا لسيدي يحيى زعير. يقدر عدد سكانها بـ 11164 نسمة حسب الإحصاء الرسمي للسكان والسكنى لسنة 2004.